# Гурули, Гия Гивиевич
Ги́я Гивиевич Гуру́ли (груз. გია გივის ძე გურული; 20 мая 1964, Чиатура, Грузинская ССР, СССР) — советский и грузинский футболист, нападающий. Мастер спорта СССР (1986).

## Карьера

### Клубная
Играл в футбол с 1973 года в родном городе Чиатура. Первыми тренерами были З. Бараташвили и Г. Циклаури.
Выступать начал во второй лиге за «Динамо» из Батуми. В 1982 перешёл в клуб Высшей лиги «Динамо» из Тбилиси, за которое в течение 1982—1988 гг. в чемпионатах СССР провёл 105 игр, забил 19 мячей.
Чемпион Грузии 1990 года и лучший бомбардир (наряду с Мамукой Панцулая — по 23 мяча) того чемпионата в составе «Иберии» (тогдашнее название «Динамо» из Тбилиси).
В сезоне 1990/91 перешёл в польский клуб «Катовице». Первым сезон получился скомканным из-за травмы колена. но уже во втором сумел проявить себя как бомбардир.
Перед сезоном 1992/93 получил приглашение от французского клуба «Гавр»: грузинского игрока предложил один из сотрудников «Гавра», выходец из Польши, внимательно следивший за чемпионатом Польши. Проведя одну контрольную встречу на Кубок Лиги, где отметился голевым пасом, заключил двухгодичный контракт.
В 1994—1997 играл за «Дюнкерк», а в 1997—1999 — за Кале.
Лицензированный агент ФИФА. Был посредником на переговорах по привлечению Алена Жиресса в сборную Грузии.

### В сборной
Выступал в составе юношеской и молодёжной сборной СССР (1982—1983).
Провёл 3 игры за национальную сборную Грузии (1994).

### Тренерская
В 2004—2005 годах был помощником главного тренера сборной Грузии, француза Алена Жиресса.
В 2012 году тренировал батумское «Динамо». Затем после двухгодичной паузы был главным тренером грузинского клуба «Колхети».
С октября 2016 года по 2 мая 2017 года возглавлял клуб «Шукура» из Кобулети, в котором играл его сын Александр Гурули.

## Достижения
- Чемпион Грузии 1990
- Серебряный призёр чемпионата Польши 1992
- Обладатель Кубка Польши 1991
- Обладатель Суперкубка Польши 1991

## Характеристика
Обладал неплохой техникой, хорошо владел мячом.

## Личная жизнь
Женат. Отец футболиста Александра Гурули. Также в семье Гурули есть дочь.

### Образование
Окончил Грузинский государственный институт физкультуры (1985).